# Wojewódzkie Przedsiębiorstwo Komunikacyjne w Jeleniej Górze

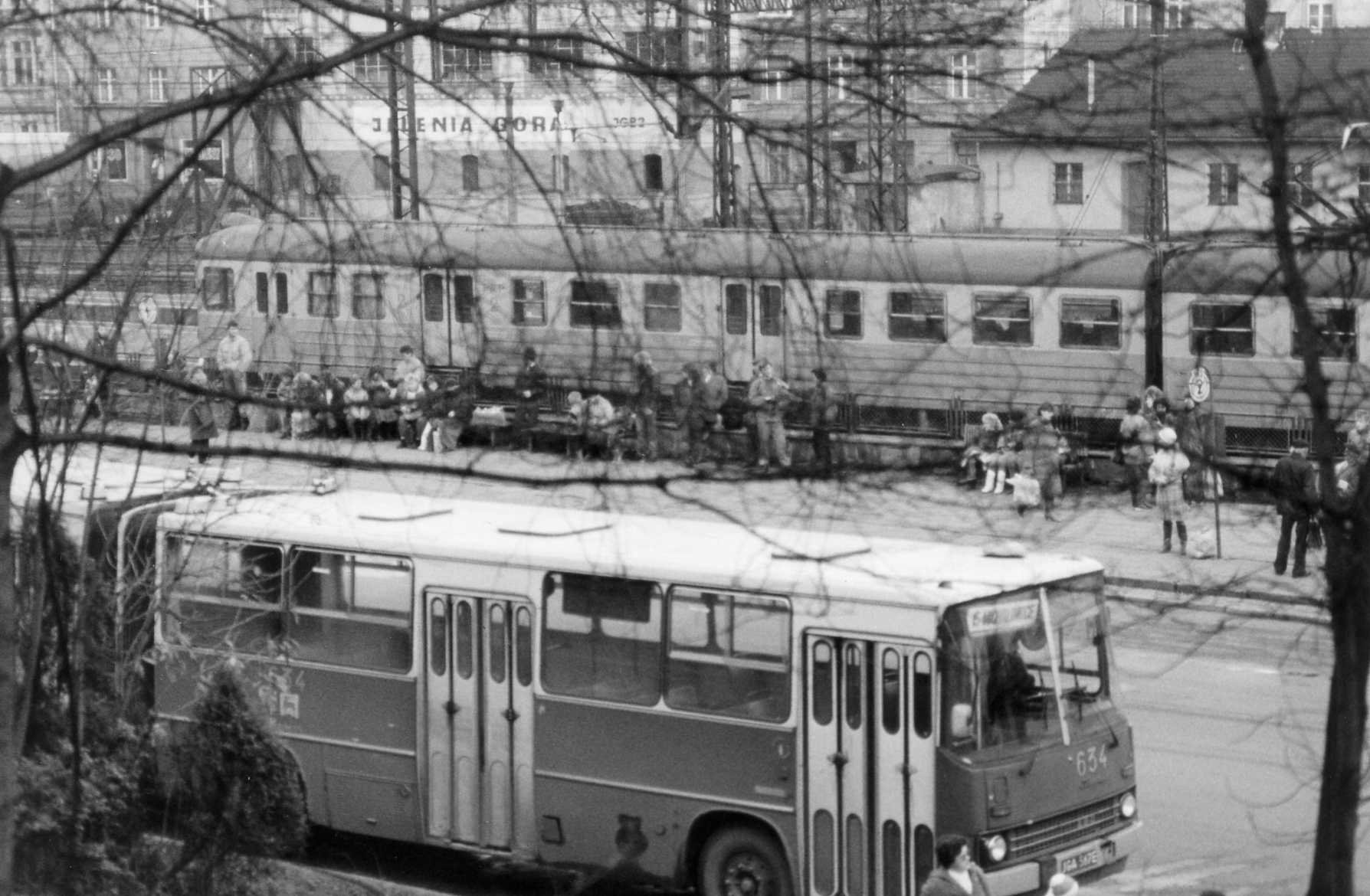
Ikarus 280 WPK Jelenia Góra przed dworcem kolejowym Jelenia Góra (1989 r.)

Wojewódzkie Przedsiębiorstwo Komunikacyjne w Jeleniej Górze (WPK Jelenia Góra) - jedno z Wojewódzkich Przedsiębiorstw Komunikacyjnych w Polsce w czasach PRL, działające na terytorium województwa jeleniogórskiego w latach 1982–1991. 
WPK utworzone zostało w 1982 r. na bazie dotychczasowego Miejskiego Przedsiębiorstwa Komunikacyjnego w Jeleniej Górze po powołaniu oddziału obsługującego linie komunikacji miejskiej w Bolesławcu.
Przedsiębiorstwo świadczyło usługi przewozowe na terenie miast: Bolesławiec, Jelenia Góra i Szklarska Poręba oraz gmin położonych na terenie województwa. 
1 stycznia 1992 roku Wojewódzkie Przedsiębiorstwo Komunikacyjne w Jeleniej Górze przestało istnieć. Nastąpił jego podział na dwa samodzielne przedsiębiorstwa:
- MZK Jelenia Góra,
- MZK Bolesławiec